# Novodacine, Sloveanoserbsk
Novodacine (în ucraineană Новодачне) este un sat în așezarea urbană Rodakove din raionul Sloveanoserbsk, regiunea Luhansk, Ucraina.

## Demografie
Componența lingvistică a localității Novodacine
     Ucraineană (76,77%)
     Rusă (23,23%)
Conform recensământului din 2001, majoritatea populației localității Novodacine era vorbitoare de ucraineană (76,77%), existând în minoritate și vorbitori de rusă (23,23%).